# 犬牙石

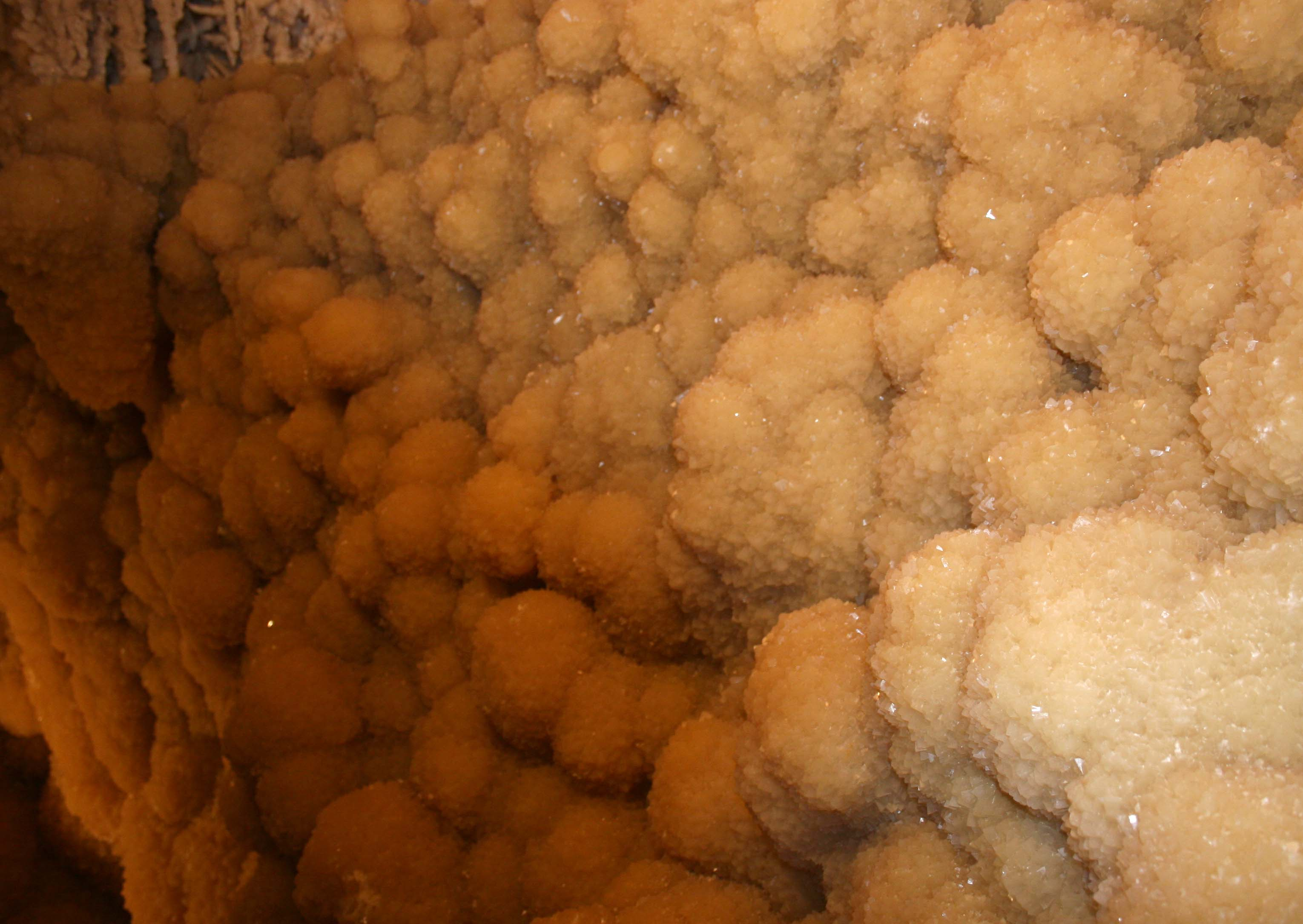
沉積在德克薩斯州，索諾拉附近的，索諾拉洞穴的牆壁上的犬牙石。 在左上角可以看到以前的水位

犬牙石（英語：Dogtooth spar）是一種像犬齒狀的洞穴沉澱物，由大的方解石晶體組成。 它們經由溶解在水中的方解石沉澱形成。犬牙石石產於洞穴、岩石裂縫以及晶洞中。
犬牙石晶體通常有幾厘米長，但異常長的也有，在坐牛水晶洞穴中Sitting Bull Crystal Caverns。 在晶點表面下有一層結晶方解石。
晶體通常由，十二個銳角三角形晶面組成。 然而，這些三角形晶面的變化也有，有些有超過三個的邊。 方解石是屬菱面體結晶系統，最普通的偏三角面體形式具有米勒指數 [2131]。
犬牙石是透明至半透明、一般為淺色、玻璃質結晶礦物。犬牙石主要由沉澱方解石形成，但微生物亦有被報道和其形成有關